# 満座劇場
満座劇場（まんざげきじょう）は、かつて大阪府大阪市城東区に存在した大衆演劇・劇場である。かつてミネオフィスが経営しており、系列の劇場として西成区の鈴成座(すずなりざ)がある。

## 概要
- 公演時間：12:00 - 、17:00 -
- 入場料金：大人1,500円（前売り1,300円、指定席＋300円）

## 沿革
2012年5月30日に閉鎖。現況はマンション「アマービレ深江橋」（2015年2月竣工）となっている。

## 所在地
- 大阪府大阪市城東区諏訪4-4-24

## アクセス
- 大阪市営地下鉄中央線深江橋駅徒歩1分
- 大阪市営バス地下鉄深江橋停留所徒歩1分